# Litsea longistaminata
Litsea longistaminata är en lagerväxtart som först beskrevs av H. Liu, och fick sitt nu gällande namn av André Joseph Guillaume Henri Kostermans. Litsea longistaminata ingår i släktet Litsea och familjen lagerväxter. Inga underarter finns listade i Catalogue of Life.